# Sergio Fernández Cárdenas
Sergio Enrique Fernández Cárdenas, conocido como Sergio Fernández (Ciudad de México; 25 de febrero de 1926,-Guanajuato, México, 6 de enero de 2020), fue un escritor, crítico literario, catedrático, investigador y académico mexicano. Se especializó en temas relacionados con el Siglo de Oro y con el Barroco en México, y además fue cervantista, es decir, especialista en Miguel de Cervantes Saavedra.
Falleció en el Hospital de Guanajuato, a los noventa y tres años.

### Primeros estudios
Realizó sus estudios en la UniversiUdad Nacional Autónoma de México (UNAM), en donde obtuvo una maestría y un doctorado en lengua y literatura españolas, con mención magna cum laude. En dos ocasiones, fue becario del Instituto de Cultura Hispánica: para la Universidad de Salamanca y para la Universidad Complutense de Madrid. Fue alumno de José Gaos, de Edmundo O'Gorman, de Justino Fernández y de Francisco de la Maza.

### Labor docente
Desde 1955, fue catedrático de su alma mater, y llegó a ser profesor emérito. Asimismo, impartió diversos cursos y clases en El Colegio de México, en la Universidad de Colonia, en la Universidad de São Paulo, en la Universidad de Costa Rica, en la Universidad de California en San Diego, en la Universidad de Utrecht, en la Universidad de Ámsterdam, en la Universidad de Groningen, en la Universidad de Lisboa, en el Instituto Italo - Latino Americano, en la Universidad de Bolonia, en la Universidad de Cracovia, en la Universidad de Varsovia, en la Universidad de Gotemburgo, en la Universidad de Estocolmo, en la Universidad Nacional Mayor de San Marcos, en la Universidad Central del Ecuador, en la Universidad de Guayaquil, en la Universidad de Panamá, en la Universidad de Columbia, en la Universidad de Texas en San Antonio, en la Universidad de Indiana, en el Dartmouth College y en la Universidad de Notre Dame.

### Personajes de su vida y de su trabajo
Fue amigo de José Revueltas, a quien ayudó a ocultarse durante los acontecimientos del movimiento estudiantil en México de 1968. Asimismo, entabló amistad con la escritora Rosario Castellanos, con la dramaturga Luisa Josefina Hernández, con los poetas Jaime Sabines, Luis Rius y Pita Amor, con el actor Enrique Álvarez Félix y con la pintora Frida Kahlo. Fue admirador de las obras de Virginia Woolf y de Sor Juana Inés de la Cruz, motivo por el cual bautizó su casa de la Ciudad de México con el nombre de "Los empeños".[cita requerida]

### Reconocimientos en vida
En 1994, fue nombrado investigador emérito por el Sistema Nacional de Investigadores. En 2007, fue homenajeado en la Sala Manuel M. Ponce del Palacio de Bellas Artes, mediante la presentación del libro 50 años. Homenaje a Sergio Fernández, compilado por Carmen Armijo.

### Organizaciones académicas
Fue miembro honorario del Seminario de Cultura Mexicana. El 23 de junio de 2011, fue elegido miembro honorario de la Academia Mexicana de la Lengua, y compartió esta distinción con Carlos Fuentes, con José Emilio Pacheco y con Luis Villoro.

### Fallecimiento
Falleció el lunes, 6 de enero de 2020.

### Vida familiar y privada
Su hija trabaja en la academia, principalmente en la poesía.[cita requerida]

## Premios y distinciones
- Premio Xavier Villaurrutia, por la novela Segundo sueño, en 1980.[13]
- Profesor Emérito por la Facultad de Filosofía y Letras de la UNAM, desde 1985.[cita requerida]
- Premio Universidad Nacional, en la categoría Docencia en Humanidades, por la Universidad Nacional Autónoma de México, en 1988.[cita requerida]
- Investigador Emérito del Sistema Nacional de Investigadores, desde 1994.[14]
- Premio Nacional de Ciencias y Artes en Lingüística y Literatura, en el 2007.[15]
- Miembro honorario del Seminario de Cultura Mexicana[cita requerida]
- Miembro honorario de la Academia Mexicana de la Lengua, desde 2011.[cita requerida]

## Obras publicadas
- Los "sueños" de Quevedo, en 1950.
- Los signos perdidos, en 1958.
- Ensayos sobre literatura española de los siglos XVI y XVII, en 1961.
- En tela de juicio, en 1964.[16]
- Las grandes figuras españolas del Renacimiento y el Barroco, en 1966.
- Retratos del fuego y la ceniza, en 1968.
- Los peces (novela rosa, thriller, fantasía histórica), en 1968.
- Olvídame: novelas de amor para la monja portuguesa (novela biográfica), en 1995.[17]
- Segundo sueño, en 1976.
- Por lo que toca a una mujer, en 1986.[18]
- Los desfiguros de mi corazón: un anecdotario, en 1983.
- La copa derramada. Estudio de los sonetos amorosos de Sor Juana Inés de la Cruz, en 1986.
- "El estiércol de Melibea" y otros ensayos, en 1991.
- "Don Floripando Talludo, príncipe de la Chunga, un retrato de Juan Ruiz de Alarcón", en Los empeños: ensayos en homenaje a Juan Ruiz de Alarcón, en 1998.
- A quinientos años de la Celestina (1499-1999), coordinador, en 1999.